# 劉興東
劉興東（?—?），雲南省東川府會澤縣人，清朝政治人物、同進士出身。
光緒二十一年（1895年），参加光緒乙未科殿試，登進士三甲106名。同年五月，著交吏部掣签分发各省，以知县即用。